# Венерианский снег

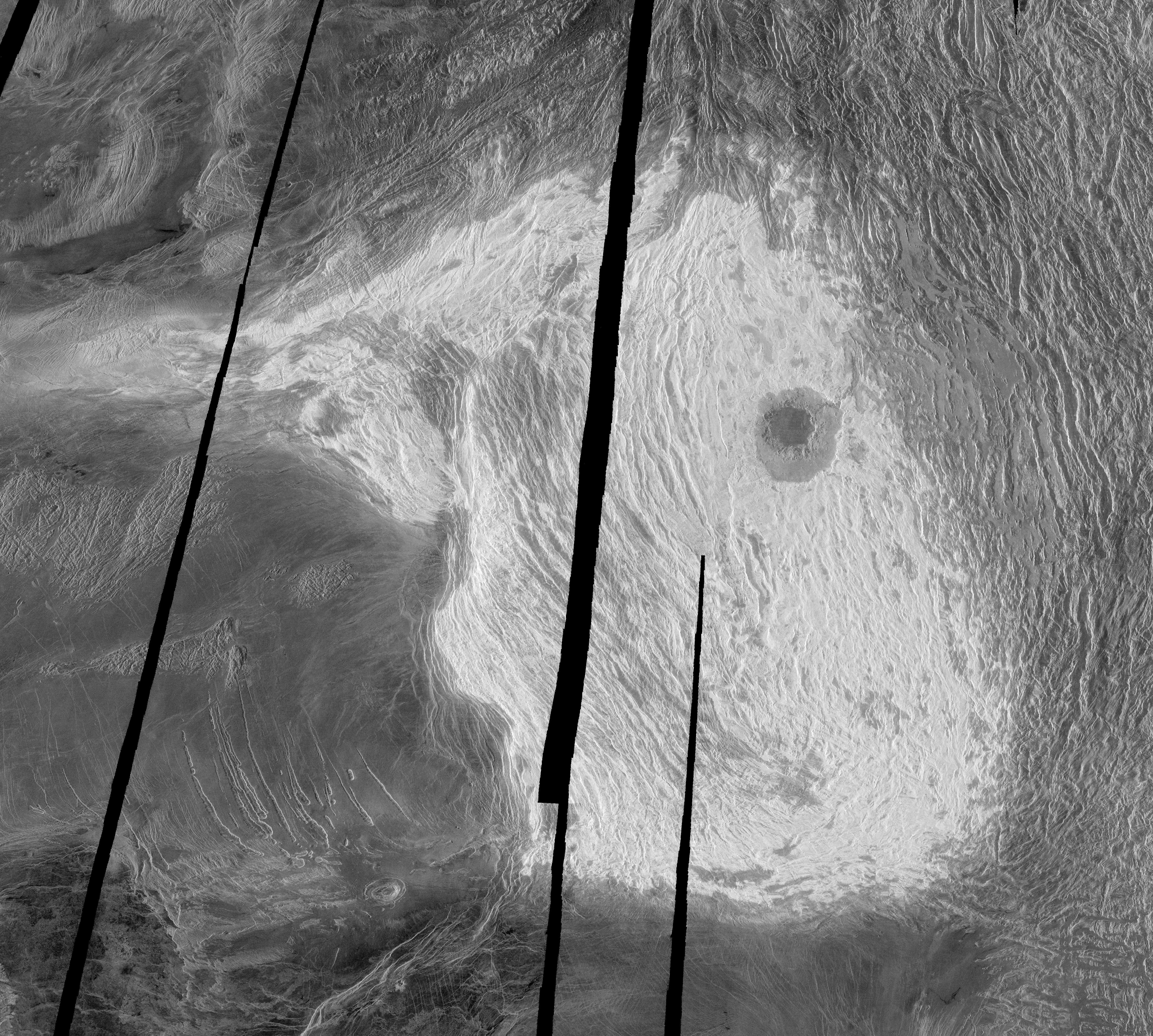
Горы Максвелла, покрытые «снегом»

Венерианский «снег» — осадочная субстанция неизвестной природы с высоким альбедо в радиодиапазоне, которой покрыты многие горные вершины на Венере.

## Обнаружение и местонахождение
Первые данные о венерианском «снеге» были получены аппаратом «Пионер-Венера» в 1991 году. Позже аппарат «Магеллан» обнаружил венерианский снег почти на всех горных вершинах Венеры. Одним из немногих исключений является вулкан Маат, что, впрочем, может быть связано с его недавним извержением, после которого новый снежный покров не успел образоваться.

## Теории состава и происхождения
Ещё когда это явление обнаружил «Пионер-Венера», появилась теория, что горы Венеры содержат большое количество пирита, который обнажался в ходе эрозии.
Тем не менее с 1995 года после завершения работы «Магеллана» эта теория была отброшена. Согласно новой, более правдоподобной и более интересной теории, некие вещества, испаряясь на поверхности Венеры, поднимаются вверх и кристаллизуются, приближаясь к холодному облачному покрову. Выпадающие на поверхность Венеры вещества снова испаряются, если не осядут на вершины гор, — там из-за более низкой температуры они не могут испариться снова.
Как правило, кандидатами считаются теллур, пирит, гематит, перовскит или же сульфиды свинца и висмута. Этот «снег», судя по всему, обладает высокой проводимостью.